# Pumpspeicherkraftwerk Sagorsk
Das Pumpspeicherkraftwerk Sagorsk (russisch Заго́рская гидроаккумули́рующая электроста́нция) war bis 2016 das einzige Pumpspeicherkraftwerk in Russland. Es befindet sich in der Nähe der Stadt Sergijew Possad (die von 1930 bis 1991 Sagorsk hieß) in der Oblast Moskau. Es liegt 67 km von Moskau entfernt am Fluss Kunja und ist im  Eigentum des Energieunternehmens RusHydro/Mosenergo mit Sitz in Moskau.

## Kraftwerk Sagorsk-1

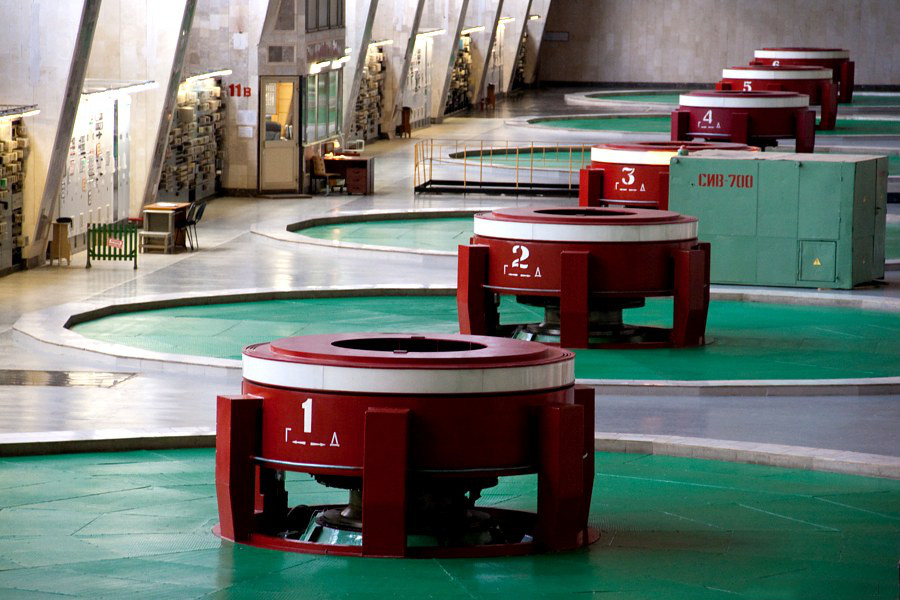
Blick in den Maschinensaal des Kraftwerk Sagorsk-1

Der Bau des ersten russischen Pumpspeicherkraftwerks (auch Kraftwerk Sagorsk-1 genannt) wurde 1974 beschlossen. Im Dezember 1987 nahmen die ersten beiden reversiblen Pumpturbinen den Betrieb auf, die volle Leistung von 1200 MW im Turbinenbetrieb und 1320 MW im Pumpbetrieb erreichte das Kraftwerk im Jahr 2000 mit jetzt sechs Francis-Turbinen. Das Oberbecken wird durch einen Ringdamm gebildet, als Unterbecken dient der Kunja, ein Nebenfluss der Dubna. Die Fallhöhe zwischen Oberbecken und Unterbecken beträgt nur 100 m, ein für Pumpspeicherkraftwerke vergleichsweise kleine Fallhöhe. Die sechs Druckrohrleitungen bestehen aus jeweils 18 Segmenten mit einer Länge von 40 m und einem Durchmesser von 7,5 m. Der Anschluss an das Stromnetz erfolgt über eine 500-kV-Schaltanlage. Im Jahr 2004 war das Kraftwerk Sagorsk das weltweit achtgrößte Pumpspeicherkraftwerk bezogen auf die installierte Turbinenleistung.

## Kraftwerk Sagorsk-2

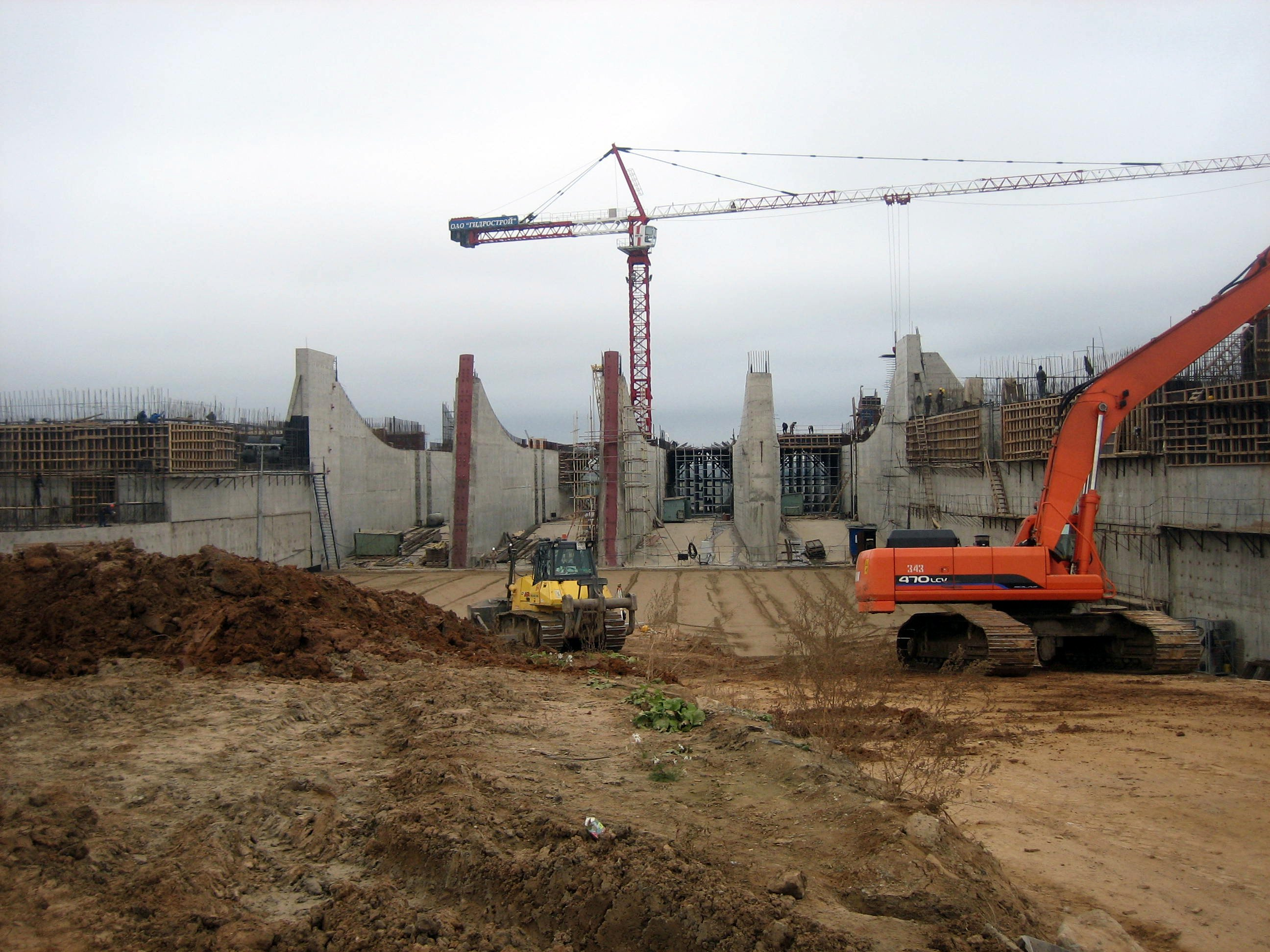
Bauarbeiten am Kraftwerk Sagorsk-2

Derzeit wird in unmittelbarer Nähe des bestehenden Kraftwerks Kraftwerk Sagorsk-1 das Kraftwerk Sagorsk-2 errichtet. Geplant sind vier Turbinen des Herstellers Silowyje maschiny (an dem auch Siemens beteiligt ist) mit einer Leistung von jeweils 210 MW. Die Arbeiten hierfür begannen 2007. Ursprünglich wurde davon ausgegangen, dass die ersten beiden Turbinen im Jahr 2010 und die anderen beiden im Jahr 2012 in Betrieb gehen sollten. Mittlerweile wird von einer Fertigstellung von Sagorsk-2 im Jahr 2014[veraltet] ausgegangen. Sagorsk-2 wird eine Leistung von 840 MW haben. Zum Baustart im Jahr 2007 wurden Baukosten von insgesamt 850 Millionen US-Dollar genannt. Die Anbindung an das Stromnetz soll über eine 90 km lange 500-kV-Höchstspannungsleitung erfolgen.
In der Nacht vom 17. auf den 18. September 2013 hat sich ein schwerer Zwischenfall ereignet: Im fortgeschrittenen Baustadium, bereits nach Anlieferung von Generatoren und Turbinen, ist massiv Wasser in den Bau eingedrungen. Als Ursache wird eine Bodensenkung vermutet. Der Vorfall könnte zu großen Schäden geführt haben und möglicherweise dazu führen, dass sich die Fertigstellung von Sagorsk 2 erheblich verzögert. Personen kamen bei diesem Zwischenfall nicht zu Schaden.